# Bởi vì được gặp em
Bởi vì được gặp em (tiếng Anh: Because of You) là bộ phim thần tượng Trung Quốc, được chuyển thể từ bộ phim truyền hình Jang Bo-ri is Here!. Gồm các Diễn viên Tôn Di, Đặng Luân, Ngô Ưu, Đại Siêu thủ vai chính. Phát sóng tập đầu vào ngày 02 tháng 03 năm 2017

## Nội dung
Bộ phim nói về cuộc sống của Trương Quả Quả một cô bé chịu nhiều bất hạnh từ nhỏ đã thất lạc cha mẹ, may mắn được bà Vương Ái Ngọc nhận nuôi, để phụ giúp mẹ nuôi cô bé xin làm bưng bê ở 1 tiệm ăn, với tính cách vui vẻ, nhiệt tình nên cô bé được mọi người trong xóm quý mến. Không ai ngờ Quả Quả lại chính là con gái thất lạc của chủ xưởng thêu nổi tiếng Kim Lũ Quán, cô bé có 1 tài năng thiên phú về việc thêu vá, với sự cố gắng nỗ lực cùng sự ủng hộ của mọi người Quả Quả đã được vào học thêu ở Kim Lũ Quán. Vì mang ơn mẹ nuôi cô đã đưa Trương Vũ Hân con gái ruột của Vương Ái Ngọc theo làm người thân của mình. Cũng từ đây mâu thuẫn giữa 2 chị em phát sinh, trở thành đối thủ của nhau. Cả hai lần lượt cùng với Lý Vân Khải, Lý Vân Triết tạo nên 1 chuyện tình lãng mạn. Kết phim bởi vì Quả Quả với tấm lòng lương thiện đã hóa giải được những hận thù giữa 2 chị em.

## Diễn viên
| Diễn viên | Vai trò        | Giới thiệu | Chú thích |
| --------- | -------------- | --- | --------- |
| Tôn Di    | Trương Quả Quả | Cô gái giao hàng của tiệm vằn thắn, có thân thế phức tạp, tuy bề ngoài tỏ ra bá đạo nhưng lại có nội tâm tinh tế. Ngoài ra, Trương Quả Quả còn có thiên phú về thêu thùa, có thể thêu ra sản phẩm đạt đến mức "thiên hạ chí mỹ". |           |
| Đặng Luân | Lý Vân Khải    | Là một luật sư hài hước, chung tình cũng là thanh mai trúc mã của Kim Y Bội (Trương Quả Quả) từ oan gia với Trương Quả Quả sau nhiều lần tranh cãi dần có cảm tình.                                                              |           |
| Ngô Ưu    | Trương Vũ Hân  | Là 1 người phụ nữ với mưu đồ ích kỷ, yêu toàn những người đàn ông có tiền, chỉ biết nghĩ tới mình. |           |
| Đại Siêu  | Lý Vân Triết   | Anh trai của Lý Vân Khải là 1 người hết lòng vì công việc, suy nghĩ cẩn trọng. Tuy lúc đầu không hòa thuận với người em trai. Nhưng trải qua những biến cố, cả hai đã làm lành                                                   |           |

## Nhạc phim
| Bởi vì được gặp em - Nhạc phim | Bởi vì được gặp em - Nhạc phim           | Bởi vì được gặp em - Nhạc phim | Bởi vì được gặp em - Nhạc phim |
| STT                            | Nhan đề                                  | Phổ nhạc                       | Thời lượng                     |
| ------------------------------ | ---------------------------------------- | ------------------------------ | ------------------------------ |
| 1.                             | "Tuyến Đường (线)"                       | Lưu Tích Quân                  |                                |
| 2.                             | "Gặp Được Em (遇见你)"                   | Coffe @ Milk                   |                                |
| 3.                             | "Bắt Đầu Nhớ Em Rồi (开始想你了)"        | Đổng Hựu Lâm                   |                                |
| 4.                             | "Những Loại Tình Yêu Nào (什么样的爱情)" | Trương Dương Dương             |                                |
| 5.                             | "Bởi Vì Được Gặp Em (因为遇见你)"        | A Tiễu, Chu Nguyên Băng        |                                |

## Rating
Bộ phim đạt được rating cao hơn nhiều bộ phim truyền hình khác tại Trung Quốc.
| Ngày phát sóng | Tập        | Rating CSM52 thành thị | Rating CSM52 thành thị | Rating CSM52 thành thị       | Rating CSM toàn quốc | Rating CSM toàn quốc | Rating CSM toàn quốc         |
| Ngày phát sóng | Tập        | Rating                 | Thị phần               | Xếp hạng phim cùng khung giờ | Rating               | Thị phần             | Xếp hạng phim cùng khung giờ |
| -------------- | ---------- | ---------------------- | ---------------------- | ---------------------------- | -------------------- | -------------------- | ---------------------------- |
| 02/03/2017     | 1-2        | 0.702                  | 2.159                  | 5                            | 1.04                 | 3.43                 | 3                            |
| 03/03/2017     | 3          | 0.701                  | 2.101                  | 4                            | 1.41                 | 4.3                  | 1                            |
| 04/03/2017     | 4          | 1.069                  | 3.081                  | 1                            | 1.95                 | 5.78                 | 1                            |
| 05/03/2017     | 5-6        | 1.192                  | 3.524                  | 1                            | 1.87                 | 6.05                 | 1                            |
| 06/03/2017     | 7-8        | 1.179                  | 3.68                   | 1                            | 1.94                 | 6.48                 | 1                            |
| 07/03/2017     | 9-10       | 1.39                   | 4.31                   | 1                            | 2.26                 | 7.54                 | 1                            |
| 08/03/2017     | 11-12      | 1.266                  | 4.052                  | 1                            | 2.15                 | 7.33                 | 1                            |
| 09/03/2017     | 13-14      | 1.407                  | 4.377                  | 1                            | 2.53                 | 8.37                 | 1                            |
| 10/03/2017     | 15         | 1.347                  | 3.968                  | 1                            | 2.57                 | 7.57                 | 1                            |
| 11/03/2017     | 16         | 1.61                   | 4.739                  | 1                            | 2.66                 | 8.09                 | 1                            |
| 12/03/2017     | 17-18      | 1.951                  | 5.705                  | 1                            | 3.11                 | 9.75                 | 1                            |
| 13/03/2017     | 19-20      | 1.912                  | 5.86                   | 1                            | 3.15                 | 10.13                | 1                            |
| 14/03/2017     | 21-22      | 1.796                  | 5.525                  | 1                            | 2.96                 | 9.58                 | 1                            |
| 15/03/2017     | 23-24      | 1.998                  | 6.088                  | 1                            | 3.23                 | 10.21                | 1                            |
| 16/03/2017     | 25-26      | 2.098                  | 6.475                  | 1                            | 3.53                 | 11.57                | 1                            |
| 17/03/2017     | 27         | 1.931                  | 5.751                  | 1                            | 3.413                | 10.215               | 1                            |
| 18/03/2017     | 28         | 1.955                  | 5.838                  | 1                            | 3.553                | 10.65                | 1                            |
| 19/03/2017     | 29-30      | 2.308                  | 6.75                   | 1                            | 3.796                | 11.733               | 1                            |
| 20/03/2017     | 31-32      | 2.355                  | 7.305                  | 1                            | 3.85                 | 12.35                | 1                            |
| 21/03/2017     | 33-34      | 2.497                  | 7.692                  | 1                            | 4.41                 | 13.89                | 1                            |
| 22/03/2017     | 35-36      | 2.733                  | 8.467                  | 1                            | 4.57                 | 12.34                | 1                            |
| 23/03/2017     | 37-38      | 2.583                  | 7.699                  | 1                            | 4.32                 | 13.48                | 1                            |
| 24/03/2017     | 39         | 2.504                  | 7.33                   | 1                            | 4.36                 | 12.8                 | 1                            |
| 25/03/2017     | 40         | 2.507                  | 7.627                  | 1                            | 4.09                 | 12.7                 | 1                            |
| 26/03/2017     | 41-42      | 2.609                  | 8.018                  | 1                            | 4.12                 | 13.33                | 1                            |
| 27/03/2017     | 43-44      | 2.718                  | 8.481                  | 1                            | 4.38                 | 14.39                | 1                            |
| 28/03/2017     | 45         | 2.911                  | 8.665                  | 1                            | 4.84                 | 15.56                | 1                            |
| 29/03/2017     | 46         | 3.046                  | 9.714                  | 1                            | 4.96                 | 16.65                | 1                            |
| Trung bình     | Trung bình | 1.93                   | 5.88                   |                              | 3.26                 | 10.33                |                              |